# Alessio Taliani
Alessio Taliani né le 11 octobre 1990 à Livourne, est un coureur cycliste italien. Il est passé professionnel en 2014 dans l'équipe Androni Giocattoli.

## Biographie
Il est contrôle positif au triamcinolone acétonide sur le Tour du Portugal 2016. Le 6 octobre 2017, il est suspendu 4 ans, soit jusqu'au 3 août 2020.

## Palmarès

### Palmarès amateur
- 2012
  - Gran Premio Città di Saltino di Vallombrosa
  - Coppa Bologna
  - Trofeo L'Eco del Chisone
  - Gran Premio Valdaso
  - 2e du Trophée de la ville de Malmantile
  - 2e du Gran Premio Chianti Colline d'Elsa
  - 2e du Giro del Valdarno
  - 2e du Trofeo Salvatore Morucci
  - 2e du Trophée Rigoberto Lamonica
- 2013
  - Coppa della Pace
  - Trophée de la ville de Malmantile
  - 3e étape du Giro delle Valli Cuneesi
  - Giro del Valdarno
  - Coppa 29 Martiri di Figline di Prato
  - 2e du Giro del Casentino
  - 2e de la Coppa Bologna
  - 3e de la Coppa Guinigi
  - 3e du Trophée Rigoberto Lamonica
  - 3e de Milan-Rapallo

### Palmarès professionnel
- 2015
  - 3e étape du Sibiu Cycling Tour

## Classements mondiaux
| Année           | 2013 | 2014 | 2015 |
| --------------- | ---- | ---- | ---- |
| UCI Europe Tour | 273e | 643e | 378e |